# الاشتباكات الجوية في 15 يوليو 1967
كانت الاشتباكات الجوية في 15 يوليو 1967 عبارة عن معارك جوية وقعت فوق خليج السويس بمنطقة العين السخنة وسيناء بين الطيران المصري والإسرائيلي. انتهت المعركة بخسارة جوية كبيرة للطيران المصري (10 طائرات) مقابل طائرة إسرائيلية واحدة.

## المعركة
عقب القصف الجوي الذي شنته الطائرات المصرية في يوم 14 يوليو على المواقع الإسرائيلية في سيناء دفع الطيران الإسرائيلي في اليوم التالي بعدد من طائرات الميراج الإسرائيلية حيث دارت معركة جوية فوق مناطق العين السخنة وفايد والسويس بين الطيران الإسرائيلي والمصري.
تصور المصادر المصرية المعركة على أنها انتصاراً مصرياً كبيراً أسقطت خلاله طائرات الميج المصرية أربع طائرات ميراج إسرائيلية من أصل ستة ولكنها في نفس الوقت لا تظهر أي دلائل على صحة هذا الكلام منها:
- عدم ذكر أسماء الطيارين الإسرائيليين الذين أسقطت طائراتهم على الأراضي المصرية وقتلوا أو أسروا.
- عدم ذكر أرقام تسلسل الطائرات الإسرائيلية المصابة.
- عدم وجود دلائل مادية على الحطام أو صور لحطام الطائرات الإسرائيلية.
- عدم وجود فيديو كاميرا السلاح (gun camera) يوثق إصابة الطائرة.

الإصابة الوحيدة المؤكدة التي سجلها الطيران المصري خلال ذلك اليوم كانت طائرة ميراج (Mirage IIICJ) من السرب 119 رقم تسلسلها (6620) يقودها الطيار شلومو إيغوزي الذي استطاع القفز بالمظلة فوق سيناء وانقذته القوات الإسرائيلية.
وليس معروف من هو الطيار المصري الذي أسقطه بطائرته الميج-21 فكلا من الرائد فوزي سلامة والملازم مدحت ذكي (الذي أصيب عند هبوطه) يؤكدان إسقاطهما لطائرة ميراج في اشتباك 15 يوليو.
سقطت طائرة الطيار مرتضى الرفاعي في سيناء ووقع في الأسر ليصبح أول طيار مصري يقع في الأسر بعد حرب 67.